# Escandinàvia
Escandinàvia (IPA: [Skandinavía], sami: Skadesi-suolu/Skađsuâl, [skændɪˈneɪviə]) és una regió del nord d'Europa amb forts vincles històrics, culturals, i lingüístics. El terme Escandinàvia en ús local abasta els tres regnes de Dinamarca, Noruega i Suècia.

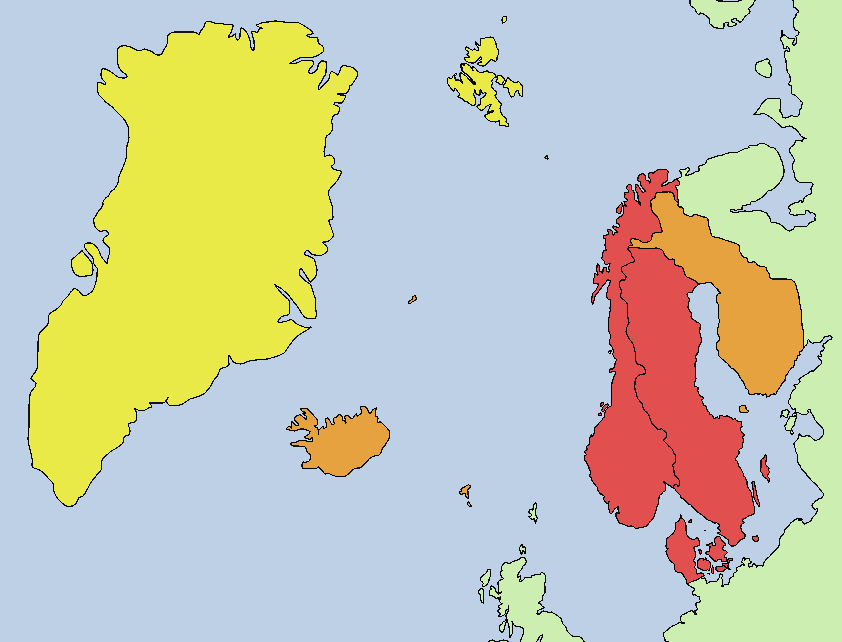
Les tres monarquies escandinaves segons la definició estricta.
La definició àmplia, i més utilitzada.
L'ús més ampli de la definició, sinònim de Països nòrdics.

La geografia d'Escandinàvia és molt variada. Destaquen els fiords noruecs, les muntanyes escandinaves que cobreixen gran part de Noruega i parts de Suècia, les zones planes i baixes de Dinamarca i els arxipèlags de Finlàndia, Noruega i Suècia. Finlàndia i Suècia tenen molts llacs i morenes, llegats de l'edat glacial, que va acabar fa uns deu mil·lennis.

## Terminologia i ús
El terme «Escandinàvia» pot fer referència a diversos significats o definicions, segons l'aspecte geogràfic o el lingüístic i històric de la regió:
- La península Escandinava: Noruega i Suècia.
- Els estats continentals de llengua majoritàriament escandinava: Noruega, Suècia i Dinamarca.[2]
- Els estats continentals de llengua majoritàriament escandinava i Finlàndia.
- Tots els territoris de llengua majoritàriament escandinava: Noruega, Suècia, Dinamarca (amb les illes Fèroe) i Islàndia.
- Els territoris compresos en la Unió de Kalmar, o dels antics regnes de Dinamarca-Noruega i Suècia-Finlàndia, incloent-hi rarament, fins i tot, Estònia.

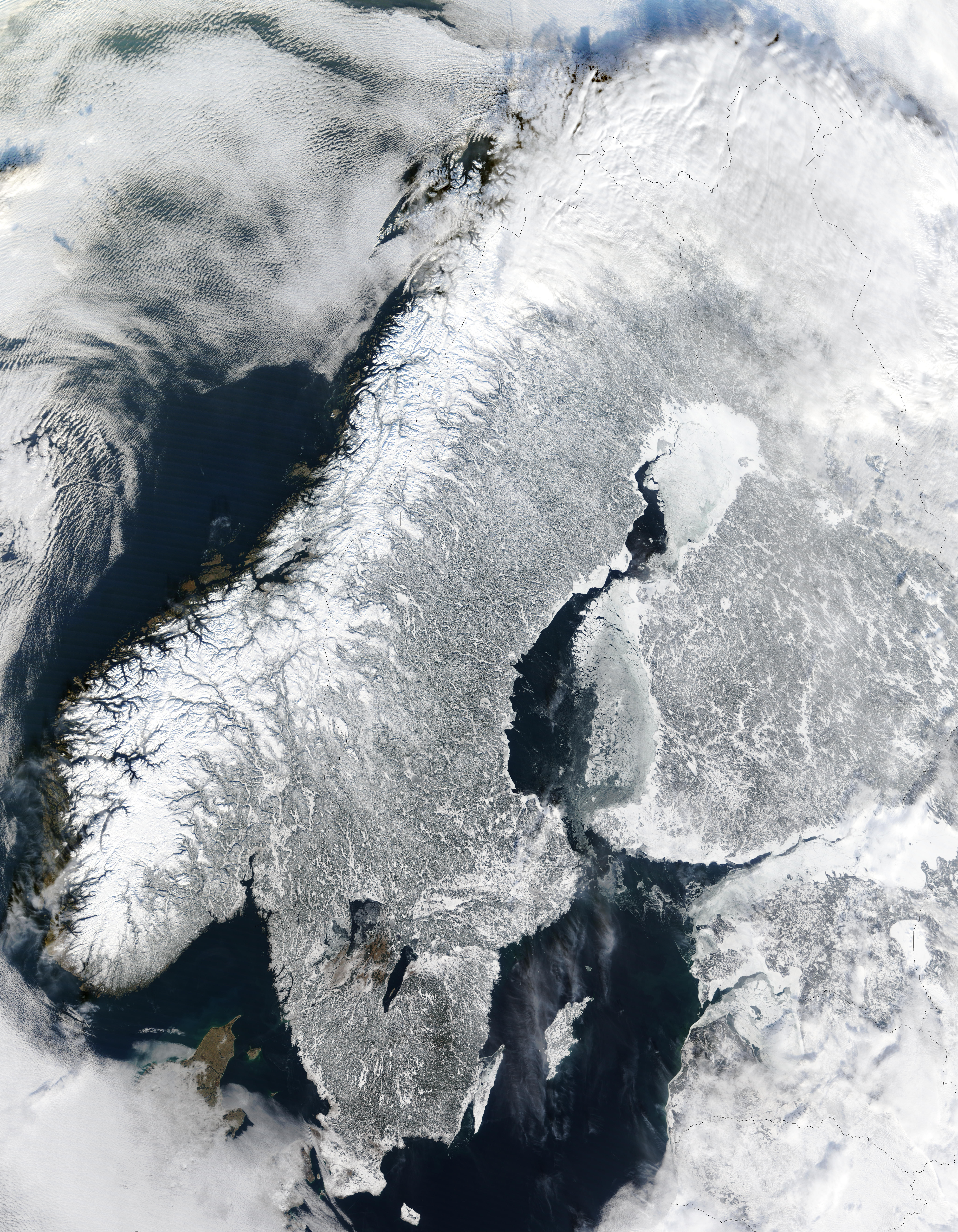
Escandinàvia a l'hivern, per gentilesa de la NASA.

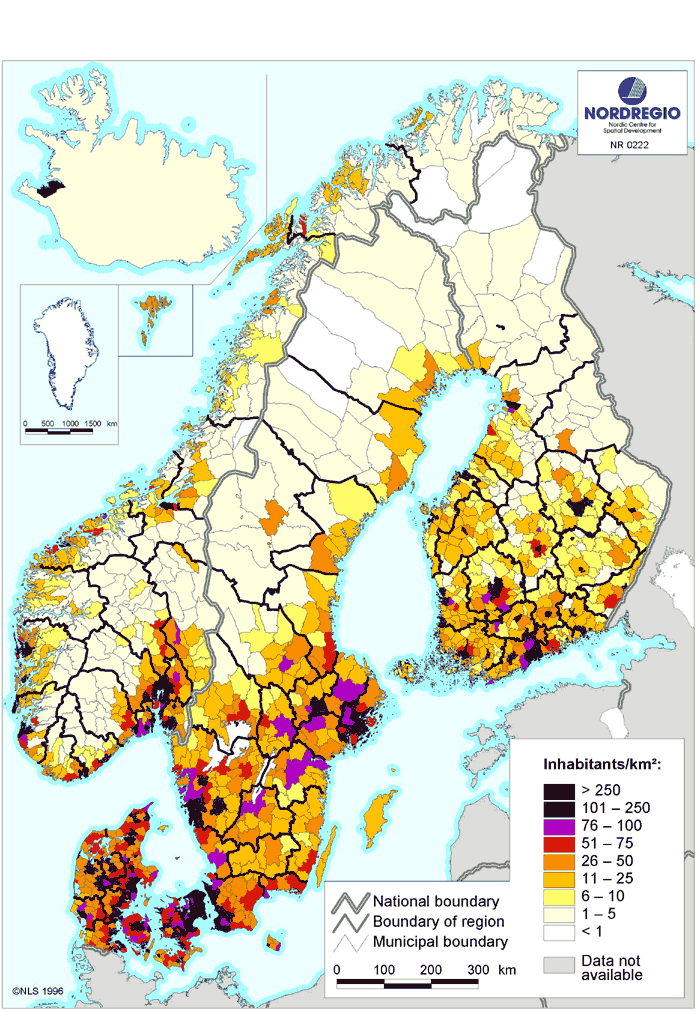
Densitat de la població.

En tot cas, tots els territoris que s'hi puguin incloure estan representats en el Consell Nòrdic, que inclou àrees com Groenlàndia, que si bé ha estat colonitzada pels escandinaus (i encara en depèn políticament, en forma de possessió danesa), manté una cultura i una població pròpies i no se sol considerar part d'Escandinàvia. Així doncs, tots aquests són «nòrdics».
Entre els parlants de llengua catalana, el significat més estès és potser la tercera accepció, incloent-hi Finlàndia (que, si bé és de llengua i cultura majoritàriament no sols no escandinava sinó ni tan sols indoeuropea, té també el suec com a cooficial).

## Etimologia

Escandinàvia originalment es referia vagament a Escània, una regió antigament danesa que es va convertir en sueca al.

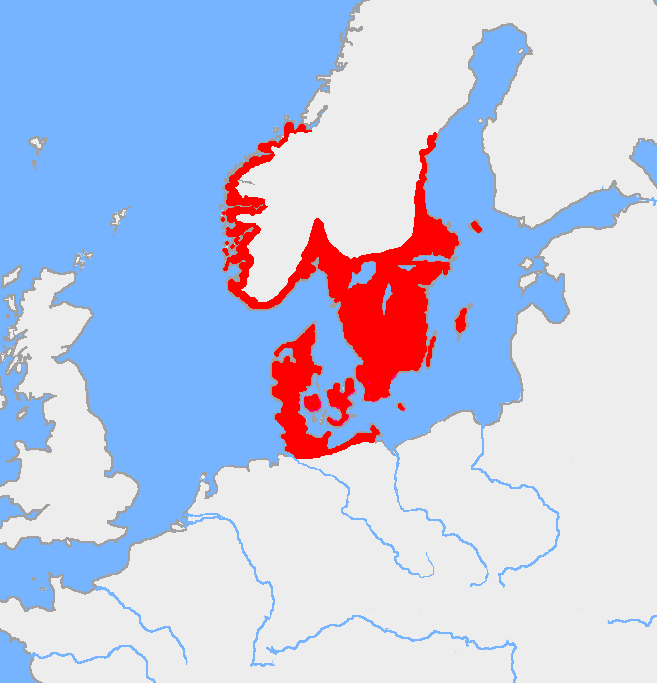
Les zones originals habitades (durant l'Edat del Bronze) pels pobles ara coneguts com a escandinaus incloïen el que ara és el nord d'Alemanya (especialment Slesvig-Holstein), tota Dinamarca, el sud de Suècia, la costa sud de Noruega i Åland a Finlàndia.

El terme Escandinàvia en l'ús local cobreix els tres regnes de Dinamarca, Noruega i Suècia. La majoria de llengües nacionals d'aquestes tres pertanyen al continu dialectal escandinau, i són llengües germàniques del nord mútuament intel·ligibles.
Es creu que les paraules Escandinàvia i Escània (Skåne, la província més meridional de Suècia) es remunten al compost protogermànic Skaðin-awjō (el ð representat en llatí per t o d), que apareix més tard en anglès antic com Scedenig i en nòrdic antic com Skáney. La font més antiga identificada per al nom Escandinàvia és la Història Natural de Plini el Vell, datada al segle I dC. i està format probablement per les antigues paraules germàniques skadin ('dany, perill') i auio ('illa'). L'origen d'aquesta paraula ha romàs en noms locals com ara Skåne (o Escània).
També es poden trobar diverses referències a la regió a Píteas, Pomponi Mela, Tàcit, Ptolemeu, Procopi i Jordanes, normalment en forma d'Scandza. Es creu que el nom utilitzat per Plini pot ser d'origen germànic occidental, originàriament Escània. Segons alguns estudiosos, la tija germànica es pot reconstruir com skaðan-, que significa perill o dany. El segon segment del nom ha estat reconstruït com awjō, que significa terra a l'aigua o illa. El nom d'Escandinàvia significaria llavors illa perillosa, que es considera que fa referència als traïdors bancs de sorra que envolten Escània. Skanör a Escània, amb el seu llarg escull de Falsterbo, té la mateixa tija (skan ) combinat amb - ör, que significa bancs de sorra.
Alternativament, Sca(n)dinàvia i Skáney, juntament amb el nom de la deessa nòrdica antiga Skaði, pot estar relacionat amb el protogermànic skaðwa- (que significa ombra). John McKinnell comenta que aquesta etimologia suggereix que la deessa Skaði podria haver estat una vegada una personificació de la regió geogràfica d'Escandinàvia o associada amb l'inframón.
Una altra possibilitat és que la totalitat o part dels segments del nom provinguin del poble mesolític pregermànic que habita la regió. En la modernitat, Escandinàvia és una península, però fa entre 10.300 i 9.500 anys aproximadament la part sud d'Escandinàvia era una illa separada del nord de la península, amb aigua que sortia del mar Bàltic per la zona on ara es troba Estocolm.

### Aparició a les llengües germàniques medievals
Els noms llatins del text de Plini van donar lloc a diferents formes en els textos germànics medievals. A la història dels gots de Jordanes (551 dC), la forma Scandza és el nom utilitzat per a la seva casa original, separada per mar de la terra d'Europa (capítol 1, 4). El lloc on Jordanes volia ubicar aquesta illa quasi llegendària és encara un tema molt debatut, tant en les discussions acadèmiques com en el discurs nacionalista de diversos països europeus. La forma Scadinavia ja que la casa original dels Longobards apareix a Pau el Diaca Historia Langobardorum, però en altres versions de l'Historia Langobardorum apareixen les formes Scadan, Scandanan, Scadanan i Scatenauge. Les fonts franques van utilitzar Sconaowe i Aethelweard, un historiador anglosaxó, va utilitzar Scani. A Beowulf, les formes Scede i Scedeland s'utilitzen mentre que la traducció alfrediana dels relats de viatges d’Orosis i Wulfstan utilitzava l'anglès antic Sconeg.

### Possible influència en les llengües sami
Els primers textos sami joik escrits es refereixen al món com Skadesi-suolu al sami del nord i Skađsuâl en Skolt Sámi, que significa illa de Skaði. Svennung considera que el nom sami va ser introduït com un préstec de les llengües germàniques del nord; Skadi és la madrastra Jötun de Freyr i Freia a la mitologia nòrdica. S'ha suggerit que Skaði, fins a cert punt, té el model d'una dona sami. El nom del pare d'Skaði, Þjazi, es coneix en sami com a Čáhci, l'aiguar; i el seu fill amb Odin, Sæmingr, es pot interpretar com un descendent de Saam, la població sami. Textos de joik més antics donen proves de l'antiga creença sami sobre viure en una illa i afirmen que el llop és conegut com suolu gievra, que significa el fort de l'illa. El topònim sami Sulliidčielbma significa el llindar de l'illa i Suoločielgi significa esquena de l'illa.
En estudis recents de substrats, els lingüistes sami han examinat el clúster inicial sk - en paraules utilitzades en les llengües sami i va concloure que sk - és una estructura fonotàctica d'origen alienígena.

## Clima

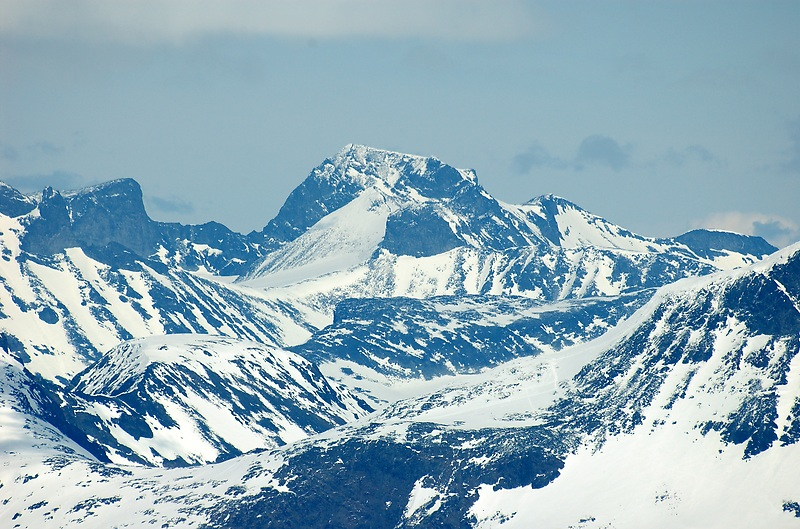
Galdhøpiggen és el punt més alt d'Escandinàvia i forma part de les muntanyes escandinaves.

Les regions del sud d'Escandinàvia, que són també les regions més poblades, tenen un clima temperat. Escandinàvia s'estén al nord del cercle polar àrtic, però té un clima relativament suau per a la seva latitud a causa del corrent del Golf. Moltes de les muntanyes escandinaves tenen un clima de tundra alpí.
El clima varia de nord a sud i d'oest a est: un clima de costa oest marina (Cfb) típic de l'oest d'Europa domina a Dinamarca, la part més meridional de Suècia i al llarg de la costa oest de Noruega arribant al nord fins als 65°N, amb núvols orogràfics donant més precipitació mm/any (<5000 mm) en algunes zones de l'oest de Noruega. La part central, d’Oslo a Estocolm, té un clima continental humit (Dfb), que gradualment deixa pas al clima subàrtic (Dfc) més al nord i al clima marí fresc de la costa oest (Cfc) al llarg de la costa nord-oest. Una petita àrea al llarg de la costa nord a l'est del Cap Nord té un clima de tundra (Et) com a resultat de la manca de calor estival. Les muntanyes escandinaves bloquegen l'aire suau i humit que ve del sud-oest, així el nord de Suècia i l'altiplà de Finnmarksvidda a Noruega reben poca precipitació i tenen hiverns freds. Àmplies zones de les muntanyes escandinaves tenen un clima de tundra alpina.
La temperatura més càlida maig registrada a Escandinàvia és de 38,0 °C a Målilla (Suècia). La temperatura més freda mai registrada és -52,6 °C a Vuoggatjålme, Arjeplog (Suècia). El mes més fred va ser el febrer de 1985 a Vittangi (Suècia) amb una mitjana de −27,2 °C.
Els vents del sud-oest encara més escalfats pel vent foehn poden donar temperatures càlides als estrets fiords noruecs a l'hivern. Tafjord ha registrat 17,9 °C al gener i Sunndal 18,9 °C al febrer.

## Reintroducció del termeEscandinàviaalseglexviii

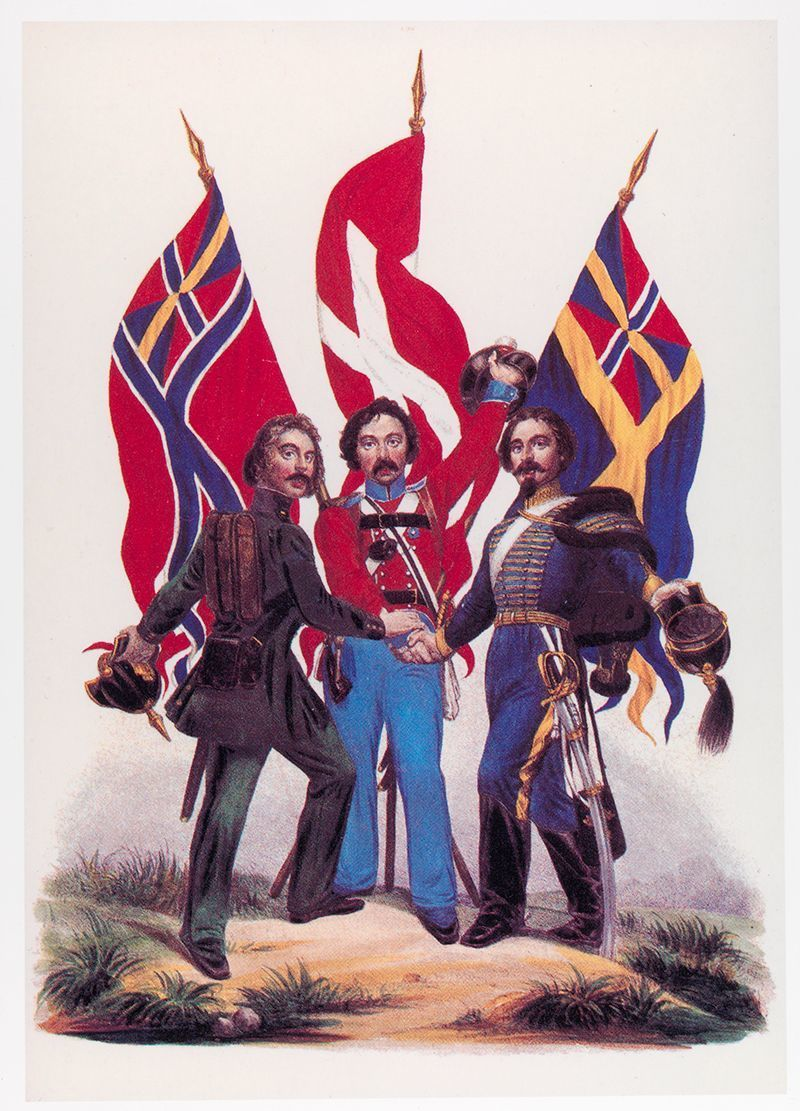
Escandinavisme: un noruec, un danès i un suec

Encara que el terme Escandinàvia utilitzat per Plini el Vell probablement es va originar en les antigues llengües germàniques, la forma moderna Escandinàvia no ve directament de l'antic terme germànic. Més aviat la paraula va ser utilitzada a Europa pels estudiosos que van agafar el terme en préstec de fonts antigues com Plini, i es va utilitzar vagament per a Escània i la regió del sud de la península.
El terme va ser popularitzat pel moviment lingüístic i cultural escandinavis, que va afirmar l'herència comuna i la unitat cultural dels països escandinaus i va guanyar protagonisme a la dècada de 1830. L'ús popular del terme a Suècia, Dinamarca i Noruega com a concepte unificador es va establir al segle xix a través de poemes com ara Sóc escandinau de Hans Christian Andersen de 1839. Després d'una visita a Suècia, Andersen es va convertir en un partidari de l'escandinavisme polític primerenc. En una carta que descrivia el poema a un amic, va escriure: «De seguida vaig entendre com estan relacionats els suecs, els danesos i els noruecs, i amb aquest sentiment vaig escriure el poema immediatament després del meu retorn: Som un sol poble, ens diuen escandinaus!».
La influència de l'escandinavisme com a moviment polític escandinavista va assolir el seu punt àlgid a mitjans del segle xix, entre la Primera Guerra de Schleswig (1848–1850) i la Segona Guerra de Schleswig (1864).
El rei suec també va proposar la unificació de Dinamarca, Noruega i Suècia en un sol regne unit. El rerefons de la proposta van ser els tumultuosos esdeveniments durant les Guerres Napoleòniques a principis de segle. Aquesta guerra va provocar que Finlàndia (abans el terç oriental de Suècia) es convertís en el Gran Ducat de Finlàndia el 1809 i Noruega (de jure en unió amb Dinamarca des del 1387, encara que de facto tractada com una província) es va independitzar el 1814, però després ràpidament obligada a acceptar una unió personal amb Suècia. Els territoris dependents d'Islàndia, les Illes Fèroe i Groenlàndia, històricament part de Noruega, van romandre amb Dinamarca d'acord amb el Tractat de Kiel. Així, Suècia i Noruega estaven unides sota el monarca suec, però la inclusió de Finlàndia a l'Imperi Rus va excloure qualsevol possibilitat d'unió política entre Finlàndia i qualsevol dels altres països nòrdics.
El final del moviment polític escandinau va arribar quan a Dinamarca se li va negar el suport militar promès des de Suècia i Noruega per annexionar-se el ducat (danès) de Slesvig, que juntament amb el ducat (alemany) de Holstein havia estat en unió personal amb Dinamarca. La segona Guerra de Slesvig va seguir el 1864, una guerra breu però desastrosa entre Dinamarca i Prússia (amb el suport d'Àustria). Slesvig-Holstein va ser conquerit per Prússia i després de l'èxit de Prússia a la Guerra francoprussiana es va crear un Imperi Alemany liderat per Prusia i es va establir un nou equilibri de poder dels països del mar Bàltic. La Unió Monetària Escandinava, establerta el 1873, va durar fins a la Primera Guerra Mundial.

## Ús depaïsos nòrdicsvs.Escandinàvia

El terme Escandinàvia (de vegades especificat en anglès com a Escandinàvia continental) s'utilitza habitualment localment per a Dinamarca, Noruega i Suècia com a subconjunt dels països nòrdics (coneguts en noruec, danès i suec com Norden, finès: Pohjoismaat, islandès: Norðurlöndin, feroès Norðurlond)
No obstant això, el terme Escandinàvia s'utilitza de vegades com a sinònim o gairebé sinònim del que es coneix localment com a països nòrdics.
Els països nòrdics s'utilitzen sense ambigüitats per a Dinamarca, Noruega, Suècia, Finlàndia i Islàndia, inclosos els seus territoris associats Groenlàndia, les illes Fèroe i les illes Åland.
Una gran part de l'actual Finlàndia va formar part de Suècia durant més de quatre segles, per tant gran part del món va associar Finlàndia amb Escandinàvia. Però la creació d'una identitat finlandesa és única a la regió perquè es va formar amb relació a dos models Imperials diferents, el suec i el rus.
També hi ha el terme geològic Fennoscàndia (de vegades Fennoscandinàvia), que en l'ús tècnic fa referència a l'Escut Fennoscandià (o Escut Bàltic), és a dir, la península escandinava (Noruega i Suècia), Finlàndia i Carèlia (excloent Dinamarca i altres parts del territori més ampli). Els termes Fennoscàndia i Fennoscandinàvia s'utilitzen de vegades en un sentit polític més ampli per referir-se a Noruega, Suècia, Dinamarca i Finlàndia.

### Escandinau com a terme ètnic i com a dimònim
El terme escandinau es pot utilitzar amb dos significats principals, en un sentit ètnic o cultural i com a demònim modern i més inclusiu.

#### Com a terme ètnic o cultural
En el sentit ètnic o cultural, el terme escandinau es refereix tradicionalment a parlants de llengües escandinaves, que són principalment descendents dels pobles històricament coneguts com a nòrdics, però també en certa manera d'immigrants i d'altres que han estat assimilats a aquesta cultura i llengua. En aquest sentit el terme es refereix principalment als nadius danesos, noruecs i suecs així com descendents de colons escandinaus com els islandesos i els feroesos. El terme també s'utilitza en aquest sentit ètnic, per referir-se als descendents moderns dels nòrdics, en estudis de lingüística i cultura.

#### Com a demònim
A més, el terme escandinau s'utilitza demònimament per referir-se a tots els habitants o ciutadans moderns dels països escandinaus. Dins d'Escandinàvia, el terme demonímic es refereix principalment als habitants o ciutadans de Dinamarca, Noruega i Suècia. En l'ús de l'anglès els habitants o ciutadans d'Islàndia, les Illes Fèroe i Finlàndia de vegades també s'inclouen. Els diccionaris generals anglesos sovint defineixen el substantiu escandinau demònimament com a qualsevol habitant d'Escandinàvia (que pot ser concebut de manera estreta o concebut de manera àmplia). Hi ha una certa ambigüitat i contestació política sobre quins pobles s'ha de denominar escandinaus en aquest sentit més ampli. Els sami que viuen a Noruega i Suècia s'inclouen generalment com a escandinaus en el sentit demonímic; el sami de Finlàndia es pot incloure en l'ús anglès, però normalment no en l'ús local; els samis de Rússia no estan inclosos. Tanmateix, l'ús del terme escandinau amb referència als sami es complica pels intents històrics dels pobles i governs de majoria escandinava a Noruega i Suècia per assimilar el poble sami a la cultura i les llengües escandinaves, fent que la inclusió del sami com a escandinaus polèmics entre molts samis. Els polítics i les organitzacions samis modernes sovint subratllen l'estatus dels sami com a poble separat i igual als escandinaus, amb la seva pròpia llengua i cultura, i estan aprensius de ser inclosos com a escandinaus a la llum de les polítiques d'assimilació escandinaves anteriors.